# Liste der Naturdenkmale in Großräschen
Die Liste der Naturdenkmale in Großräschen nennt die Naturdenkmale in Großräschen im Landkreis Oberspreewald-Lausitz in Brandenburg.
In den Spalten befinden sich folgende Informationen:
- Nr.: Identifizierungsnummer nach veröffentlichter Liste. Sie wird von der unteren Naturschutzbehörde des Landkreises oder der kreisfreien Stadt vergeben. Wenn sie bekannt ist, wird sie angegeben. In dieser Spalte kann sich zusätzlich das Wort Wikidata befinden, der entsprechende Link führt zu Angaben zu diesem Naturdenkmal bei Wikidata.
- Bezeichnung: Benennung des Naturdenkmals, in der Regel wird bei Bäume die Baumart genannt. Bekannte Eigennamen werden mit angegeben.
- Gemarkung: Ort oder Gemarkung, in der sich das Naturdenkmal befindet
- Lage: Nennt die Lage des Naturdenkmals im jeweiligen Ortsteil und die geografischen Koordinaten des Naturdenkmals. Link zu einem Kartenansichtstool, um Koordinaten zu setzen. In der Kartenansicht sind Naturdenkmale ohne Koordinaten mit einem roten beziehungsweise orangen Marker dargestellt und können in der Karte gesetzt werden. Denkmale ohne Bild sind mit einem blauen bzw. roten Marker gekennzeichnet, Denkmale mit Bild mit einem grünen beziehungsweise orangen Marker.
- Beschreibung: die Beschreibung des Naturdenkmales
- Schutzzweck: Erläutert den Grund der Unterschutzstellung
- Bild: Zeigt ein Bild des Naturdenkmales und gegebenenfalls ein Link zu weiteren Fotos im Medienarchiv Wikimedia Commons

## Allmosen
| Bild            | Bezeichnung                 | Lage                                                                                         | Beschreibung | Schutzzweck | Nummer |
| --------------- | --------------------------- | -------------------------------------------------------------------------------------------- | ------------ | ----------- | ------ |
| BW              | Winterlinde (Tilia cordata) | Allmosen, am Eingang vor der Kirche, nördlicher Baum (51° 34′ 51,9″ N, 14° 5′ 31,9″ O)       |              |             | 0501-1 |
| Fotos hochladen | Winterlinde (Tilia cordata) | Allmosen, am Eingang vor der Kirche, südlicher / rechte Baum (51° 34′ 51,7″ N, 14° 5′ 32″ O) |              |             | 0501-2 |

## Großräschen
| Bild | Bezeichnung                      | Lage                                                                       | Beschreibung | Schutzzweck | Nummer |
| ---- | -------------------------------- | -------------------------------------------------------------------------- | ------------ | ----------- | ------ |
| BW   | Sommerlinde (Tilia platyphyllos) | Großräschen, an der Evangelischen Kirche (51° 35′ 13,7″ N, 14° 0′ 45,4″ O) |              |             | 0500-1 |

## Wormlage
| Bild | Bezeichnung                         | Lage                                                                                                  | Beschreibung | Schutzzweck | Nummer  |
| ---- | ----------------------------------- | --- | ------------ | ----------- | ------- |
| BW   | Feld-Ulme (Ulmus minor)             | Wormlage, ca. 30 m südöstlich vom Jugendclub, Am Park Nr. 7 (51° 36′ 28,3″ N, 13° 54′ 21,5″ O)        |              |             | 0507-1  |
| BW   | Gleditschie (Gleditsia triacanthos) | Wormlage, ca. 10 m westlich vom Gebäude Am Park Nr. 7 (51° 36′ 29″ N, 13° 54′ 17,7″ O)                |              |             | 0507-2  |
| BW   | Sommerlinde (Tilia platyphyllos)    | Wormlage, ca. 12 m westlich von der Kirche, im Kirchgarten (51° 36′ 22,8″ N, 13° 54′ 20,9″ O)         |              |             | 0507-3  |
| BW   | Sommerlinde (Tilia platyphyllos)    | Wormlage, Südseite auf Gelände Jugendclub (51° 36′ 28,6″ N, 13° 54′ 20,5″ O)                          |              |             | 0507-4  |
| BW   | Sommerlinde (Tilia platyphyllos)    | Wormlage, am südlichen Parkeingang / Festwiese (51° 36′ 29″ N, 13° 54′ 22,3″ O)                       |              |             | 0507-5  |
| BW   | Stieleiche (Quercus robur)          | Wormlage, im Park südlich am Hauptweg (51° 36′ 32,3″ N, 13° 54′ 24,3″ O)                              |              |             | 0507-6  |
| BW   | Stieleiche (Quercus robur)          | Wormlage, im Park am Hauptweg, ca. 50 m vom westlichen Parkeingang (51° 36′ 32,1″ N, 13° 54′ 20,8″ O) |              |             | 0507-7  |
| BW   | Stieleiche (Quercus robur)          | Wormlage, östlich vom Gebäude Am Park Nr. 8 (51° 36′ 29″ N, 13° 54′ 16,7″ O)                          |              |             | 0507-8  |
| BW   | Stieleiche (Quercus robur)          | Wormlage, ca. 12 m nördlich der Kirche (51° 36′ 23,3″ N, 13° 54′ 21,7″ O)                             |              |             | 0507-9  |
| BW   | Stieleiche (Quercus robur)          | Wormlage, am Eingangstor zum Gelände Jugendclub (51° 36′ 28,1″ N, 13° 54′ 19,1″ O)                    |              |             | 0507-10 |
| BW   | Feld-Ulme (Ulmus minor)             | Wormlage, ca. 6 m östlich von der Kirche, Kirchstraße 16 (51° 36′ 22,7″ N, 13° 54′ 22,9″ O)           |              |             | 0507-11 |